# Carlo Marchionni
Carlo Marchionni o Marchiònne, o Marchióni (Roma, 10 febbraio 1702 – Roma, 28 luglio 1786) è stato un architetto, scultore e caricaturista italiano.

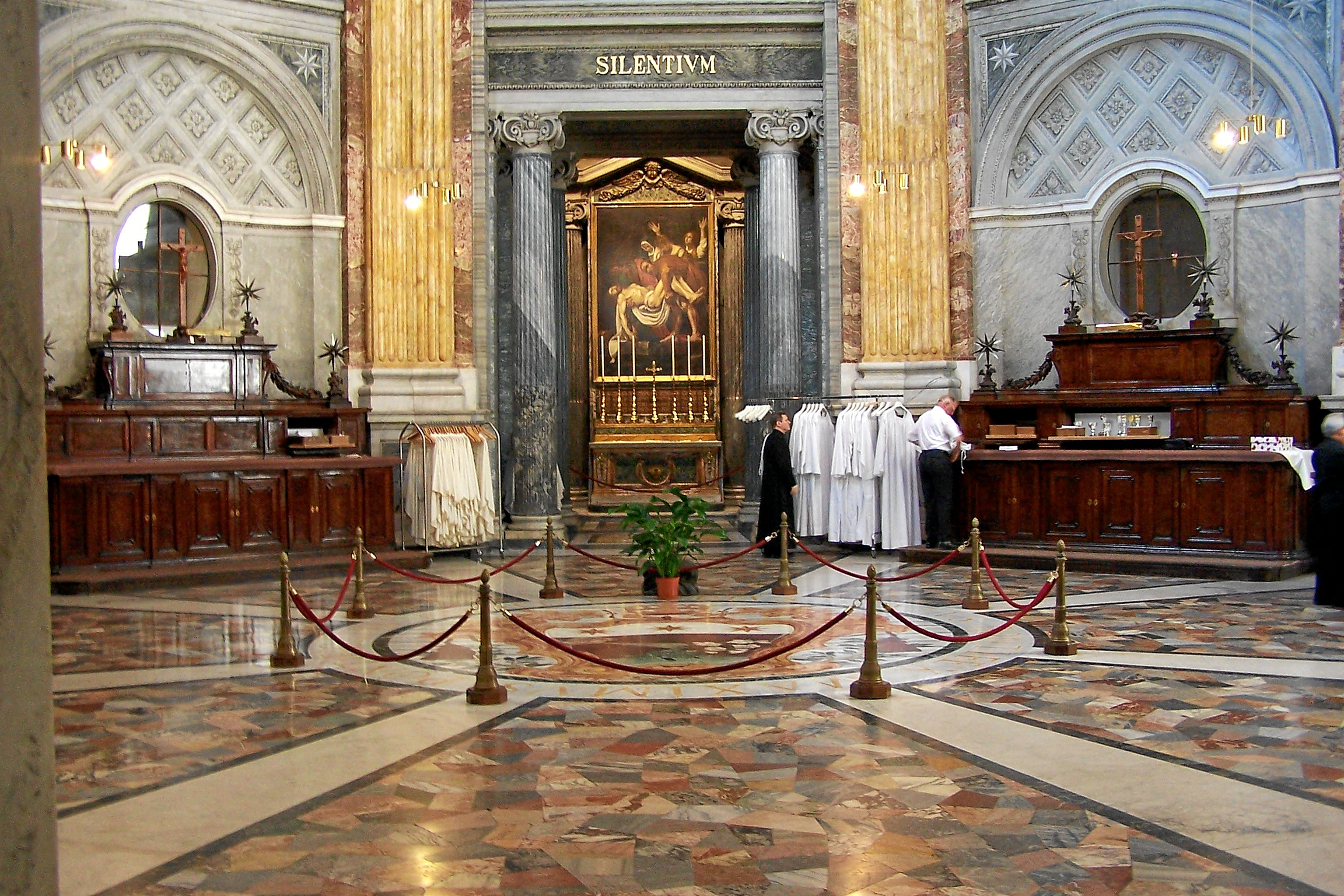
Interno della Sacrestia di San Pietro in Vaticano

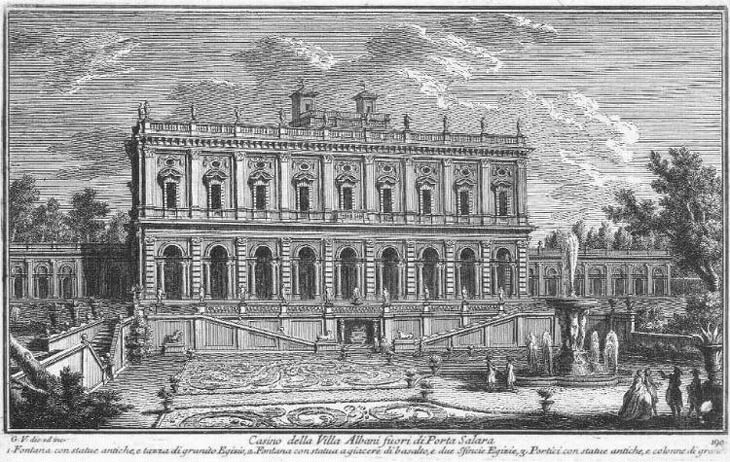
Villa Albani, Roma

Lavorò a Roma in uno stile neoclassico tendente ancora al Rococò.
È noto soprattutto per la sagrestia della Basilica di San Pietro in Vaticano, che gli fu commissionata da papa Pio VI nel 1776 e che Francesco Milizia criticò duramente per il ricorso ad un apparato monumentale eccessivamente sontuoso.

## Opere e committenze

### Roma
- Sacrestia della Basilica di San Pietro in Vaticano
- Villa Albani
- Basilica di Sant'Apollinare (alcuni interventi)
- Basilica di Santa Croce in Gerusalemme (alcuni interventi)
- Basilica di Santa Maria Maggiore (alcuni interventi)
- Basilica di Santa Maria sopra Minerva (alcuni interventi)
- Chiesa di Santa Caterina a Magnanapoli (alcuni interventi)

### Ancona
- Chiesa di San Domenico